# (9309) Platanus
(9309) Platanus est un astéroïde de la ceinture principale.

## Description
(9309) Platanus est un astéroïde de la ceinture principale. Il fut découvert le 20 septembre 1987 à Smolyan par Eric Walter Elst. Il présente une orbite caractérisée par un demi-grand axe de 3,18 UA, une excentricité de 0,18 et une inclinaison de 2,6° par rapport à l'écliptique.

## Compléments